# Liste des distinctions de Demi Lovato
 (décembre 2020).
Le contenu est difficilement compréhensible vu les erreurs de traduction, qui sont peut-être dues à l'utilisation d'un logiciel de traduction automatique.
 (février 2020).
Cet article est la liste des récompenses et des nominations de Demi Lovato.

## ALMA Awards
| Année | Catégorie                          | Travail nommé | Résultat   | Référence |
| ----- | ---------------------------------- | ------------- | ---------- | --------- |
| 2009  | Artiste de l'année                 | elle-même     | Lauréat    | [ 1 ]     |
| 2011  | Meilleure actrice dans une comédie | Sonny         | Lauréat    |           |
| 2012  | Artiste féminine de l'année        | elle-même     | Nomination | [ 2 ]     |

## American Partnership for Eosophilic Disorders Award
| Année | Catégorie                              | Travail nommé | Résultat | Référence |
| ----- | -------------------------------------- | ------------- | -------- | --------- |
| 2009  | Eosinophilic Honorary Ambassador Award | elle-même     | Lauréat  | [ 3 ]     |

## BillboardAwards

### BillboardMusic Award
| Year | Award                   | Nomination | Result     | Reference |
| ---- | ----------------------- | ---------- | ---------- | --------- |
| 2016 | Top Social Media Artist | elle-même  | Nomination | [ 4 ]     |

### BillboardTouring Awards(en)
| Année | Catégorie                           | Travail nommé | Résultat | Référence |
| ----- | ----------------------------------- | ------------- | -------- | --------- |
| 2012  | Concert Marketing & Promotion Award | elle-même     | Lauréat  | [ 5 ]     |

### Billboard's Women in Music
| Année | Catégorie         | Travail nommé | Résultat | Référence |
| ----- | ----------------- | ------------- | -------- | --------- |
| 2015  | Rulebreaker Award | elle-même     | Lauréat  | [ 6 ]     |

## Bravo Otto
| Année | Catégorie                   | Travail nommé | Résultat   | Référence |
| ----- | --------------------------- | ------------- | ---------- | --------- |
| 2014  | Artiste féminine de l'année | elle-même     | Nomination | ,         |

## Brit Awards
| Année | Catégorie       | Travail nommé       | Résultat   | Référence |
| ----- | --------------- | ------------------- | ---------- | --------- |
| 2016  | Meilleur single | Up (avec Olly Murs) | Nomination | [ 9 ]     |

## Capital Loves Awards
| Année | Catégorie             | Travail nommé | Résultat | Référence |
| ----- | --------------------- | ------------- | -------- | --------- |
| 2014  | Meilleur session Live | elle-même     | Lauréat  | [ 10 ]    |

## Capital Twitter Awards
| Year | Catégorie                 | Travail nommé | Résultat   | Référence |
| ---- | ------------------------- | ------------- | ---------- | --------- |
| 2014 | Twitter le plus inspirant | elle-même     | Nomination | [ 11 ]    |

## Capricho Awards(pt)
| Year | Catégorie                       | Travail nommé               | Résultat   | Référence |
| ---- | ------------------------------- | --------------------------- | ---------- | --------- |
| 2010 | Meilleur concert                | elle-même                   | Nomination | [ 12 ]    |
| 2010 | Twitter de l'année              | elle-même                   | Nomination | [ 12 ]    |
| 2010 | Meilleure couverture de CH      | elle-même                   | Lauréat    | [ 12 ]    |
| 2011 | Artiste féminine internationale | elle-même                   | Nomination | [ 13 ]    |
| 2011 | Chanson internationale          | Skyscraper                  | Lauréat    | [ 13 ]    |
| 2011 | Twitter de l'année              | elle-même                   | Lauréat    | [ 14 ]    |
| 2012 | Artiste féminine internationale | elle-même                   | Lauréat    | [ 15 ]    |
| 2012 | Meilleure couverture de CH      | elle-même                   | Nomination | [ 15 ]    |
| 2012 | Meilleur concert                | elle-même                   | Lauréat    | [ 15 ]    |
| 2013 | Chanteuse internationale        | elle-même                   | Lauréat    | [ 16 ]    |
| 2013 | Meilleur Twitter                | elle-même                   | Lauréat    | [ 16 ]    |
| 2013 | Meilleurs fans                  | elle-même                   | Nomination | [ 16 ]    |
| 2014 | Chanteuse internationale        | elle-même                   | Lauréat    | ,         |
| 2014 | Meilleur Instagram              | elle-même                   | Lauréat    | ,         |
| 2014 | Meilleur livre                  | Staying Strong              | Lauréat    | ,         |
| 2014 | Meilleur concert au Brésil      | elle-même                   | Nomination | ,         |
| 2014 | Trofeu Pegacao                  | Meilleur baiser (pour Glee) | Nomination | ,         |
| 2014 | Fan club de l'année             | Lovatics                    | Nomination | ,         |

## Celebrity Buzz
| Année | Catégorie          | Travail nommé | Résultat |
| ----- | ------------------ | ------------- | -------- |
| 2011  | Plus beau visage   | elle-même     | Lauréat  |
| 2011  | Femme la plus sexy | elle-même     | Lauréat  |
| 2011  | Femme de l'année   | elle-même     | Lauréat  |

## Do Something Awards(pt)
| Année | Catégorie                                      | Travail nommé | Result  | Reference |
| ----- | ---------------------------------------------- | ------------- | ------- | --------- |
| 2011  | TV Star                                        | Sonny         | Lauréat | [ 19 ]    |
| 2011  | Chanson de charité de l'année (avec Joe Jonas) | Make a Wave   | Lauréat | [ 19 ]    |

## E. V Music Awards
| Année | Catégorie     | Travail nommé | Résultat |
| ----- | ------------- | ------------- | -------- |
| 2011  | Meilleur clip | elle-même     | Lauréat  |

## Flecking Awards
| Année | Catégorie        | Travail nommé | Résultat |
| ----- | ---------------- | ------------- | -------- |
| 2011  | Plus beau visage | Elle-même     | Lauréat  |
| 2011  | Meilleure voix   | Elle-même     | Lauréat  |

## FLZ Award
| Année | Catégorie      | Travail nommé | Résultat   | Référence |
| ----- | -------------- | ------------- | ---------- | --------- |
| 2011  | Meilleurs fans | Lovatics      | Nomination | [ 20 ]    |

## GLAAD Media Awards
| Année | Catégorie            | Travail nommé | Résultat | Référence |
| ----- | -------------------- | ------------- | -------- | --------- |
| 2016  | GLAAD Vanguard Award | elle-même     | Lauréat  | [ 21 ]    |

## Glamour Awards
| Année | Catégorie       | Travail nommé      | Résultat   | Référence |
| ----- | --------------- | ------------------ | ---------- | --------- |
| 2014  | Personnalité TV | The X Factor (USA) | Nomination | [ 22 ]    |

## Grammy Awards
| Année | Catégorie                | Travail nommé | Résultat   | Référence |
| ----- | ------------------------ | ------------- | ---------- | --------- |
| 2017  | Meilleur album vocal pop | Confident     | Nomination | [ 23 ]    |

## iHeartRadio Music Awards
| Année | Catégorie         | Travail nommé | Résultat   | Référence |
| ----- | ----------------- | ------------- | ---------- | --------- |
| 2014  | Meilleurs fans    | Lovatics      | Nomination | [ 24 ]    |
| 2016  | Meilleure reprise | "Hello"       | Nomination |           |
| 2016  | Meilleurs fans    | "Lovatics"    | Nomination |           |

## Hollywood Teen Awards
| Année | Catégorie                        | Travail nommé    | Résultat |
| ----- | -------------------------------- | ---------------- | -------- |
| 2011  | Meilleure actrice                | Camp Rock 2      | Lauréat  |
| 2011  | Meilleur album                   | Here We Go Again | Lauréat  |
| 2011  | Meilleure chanteuse              | elle-même        | Lauréat  |
| 2011  | Meilleur couple (avec Joe Jonas) | elle-même        | Lauréat  |
| 2011  | Star du tapis rouge              | elle-même        | Lauréat  |
| 2011  | Meilleure série                  | Sonny            | Lauréat  |

## JIM Awards
| Année | Catégorie                                 | Travail nommé | Résultat   | Référence |
| ----- | ----------------------------------------- | ------------- | ---------- | --------- |
| 2014  | Meilleur artiste pop                      | elle-même     | Lauréat    | [ 25 ]    |
| 2015  | Meilleure artiste féminine internationale | elle-même     | Nomination | [ 26 ]    |
| 2015  | Meilleur artiste pop                      | elle-même     | Nomination | [ 26 ]    |

## J-14 Teen Icon Awards
| Année | Catégorie                                                   | Travail nommé                                    | Résultat   | Référence |
| ----- | ----------------------------------------------------------- | ------------------------------------------------ | ---------- | --------- |
| 2010  | Couple iconic                                               | Demi Lovato et Joe Jonas                         | Lauréat    |           |
| 2010  | Star féminine iconic                                        | elle-même                                        | Nomination |           |
| 2010  | Iconic Triple Threat [jouer la comédie, chanter, et danser] | elle-même                                        | Lauréat    |           |
| 2011  | Chanteuse iconic                                            | elle-même                                        | Nomination | [ 27 ]    |
| 2011  | Chanson Iconic                                              | Skyscraper                                       | Lauréat    | [ 27 ]    |
| 2011  | Twitter iconic                                              | elle-même                                        | Nomination | [ 27 ]    |
| 2011  | Cœur Iconic                                                 | "Love is Louder Than the Pressure to be Perfect" | Nomination | [ 27 ]    |
| 2011  | Star féminine iconic                                        | elle-même                                        | Nomination | [ 27 ]    |
| 2011  | Icône de l'année                                            | elle-même                                        | Nomination | [ 27 ]    |
| 2012  | Chanteuse iconic                                            | elle-même                                        | Nomination |           |
| 2012  | Chanson iconic                                              | Give Your Heart a Break                          | Lauréat    |           |
| 2012  | Cœur iconic                                                 | "Love is Louder Than the Pressure to be Perfect" | Lauréat    |           |
| 2012  | Star féminine iconic                                        | elle-même                                        | Nomination |           |
| 2013  | Star féminine iconic                                        | elle-même                                        | Lauréat    | [ 28 ]    |
| 2013  | Chanteuse féminine iconic                                   | elle-même                                        | Nomination | [ 28 ]    |
| 2013  | Twitter iconic                                              | elle-même                                        | Nomination | [ 28 ]    |
| 2013  | Clip iconic                                                 | Heart Attack                                     | Nomination | [ 28 ]    |

## Latina 30 Under 30 Awards
| Année | Catégorie | Travail nommé                  | Résultat   | Référence |
| ----- | --------- | ------------------------------ | ---------- | --------- |
| 2014  | elle-même | Favorite Latina Under 30 Award | Nomination | [ 29 ]    |

## Mental Health Advocacy Award
| Année | Catégorie           | Travail nommé | Résultat | Référence |
| ----- | ------------------- | ------------- | -------- | --------- |
| 2013  | Mental Health Award | elle-même     | Lauréat  | [ 30 ]    |

## MP3 Music Awards
| Année | Catégorie                          | Travail nommé | Résultat | Référence |
| ----- | ---------------------------------- | ------------- | -------- | --------- |
| 2013  | The IRP Award (Indie / Rock / Pop) | Heart Attack  | Lauréat  | [ 31 ]    |

## MTVO Music Awards
| Année | Catégorie         | Travail nommé | Résultat   |
| ----- | ----------------- | ------------- | ---------- |
| 2011  | Meilleurs fans    | Lovatics      | Nomination |
| 2011  | Meilleure artiste | elle-même     | Lauréat    |

## MTV Italian Music Awards
| Année | Catégorie     | Travail nommé | Résultat   | Référence |
| ----- | ------------- | ------------- | ---------- | --------- |
| 2015  | Best Twitstar | elle-même     | Lauréat    | [ 32 ]    |
| 2015  | Artist Saga   | elle-même     | Nomination | [ 32 ]    |

## MTV Millenial Awards
| Année | Catégorie             | Travail nommé | Résultat   | Référence |
| ----- | --------------------- | ------------- | ---------- | --------- |
| 2014  | Superstar d'Instagram | elle-même     | Nomination | [ 33 ]    |

## MTV Video Music Awards
| Année | Catégorie                             | Travail nommé       | Résultat   | Reference |
| ----- | ------------------------------------- | ------------------- | ---------- | --------- |
| 2012  | Meilleure clip avec un message        | Skyscraper          | Lauréat    | [ 34 ]    |
| 2013  | Meilleure clip d'une artiste féminine | Heart Attack        | Nomination | [ 35 ]    |
| 2014  | Meilleure lyric vidéo                 | Really Don't Care   | Nomination | [ 36 ]    |
| 2015  | Chanson de l'été                      | Cool for the Summer | Nomination | [ 37 ]    |

## MTV Video Music Brazil
| Année | Catégorie                         | Travail nommé | Résultat   | Référence |
| ----- | --------------------------------- | ------------- | ---------- | --------- |
| 2012  | Artiste internationale de l'année | elle-même     | Nomination | [ 38 ]    |

## MuchMusic Video Awards
| Année | Catégorie                        | Travail nommé | Résultat   | Référence |
| ----- | -------------------------------- | ------------- | ---------- | --------- |
| 2013  | Clip international de l'année    | Heart Attack  | Lauréat    | [ 39 ]    |
| 2013  | Artiste international de l'année | elle-même     | Nomination | [ 39 ]    |

## Myx Music Awards
| Année | Catégorie                     | Travail nommé | Résultar   | Référence |
| ----- | ----------------------------- | ------------- | ---------- | --------- |
| 2014  | Clip international de l'année | Heart Attack  | Nomination | [ 40 ]    |

## Nickelodeon (Brésil)
| Année | Catégorie                      | Travail nommé | Résultat   | Référence |
| ----- | ------------------------------ | ------------- | ---------- | --------- |
| 2013  | Meilleur artiste international | elle-même     | Lauréat    | [ 41 ]    |
| 2014  | Meilleur artiste international | elle-même     | Lauréat    | [ 42 ]    |
| 2014  | Meilleurs fans                 | Lovatics      | Nomination | [ 42 ]    |

## Nonnie Brand Awards
| Année | Catégorie                                 | Travail nommé    | Résultat   |
| ----- | ----------------------------------------- | ---------------- | ---------- |
| 2009  | Le Nonnie Brand de l'attitude Rock'N'Roll | elle-même        | Lauréat    |
| 2010  | Meilleure artiste                         | elle-même        | Lauréat    |
| 2010  | Album de l'année                          | Here We Go Again | Nomination |
| 2010  | Le Nonnie Brand de l'attitude Rock'N'Roll | elle-même        | Lauréat    |
| 2011  | Le Nonnie Brand de l'attitude Rock'N'Roll | elle-même        | Nomination |
| 2012  | Le Nonnie Brand de l'attitude Rock'N'Roll | elle-même        | Nomination |
| 2012  | Album de l'année                          | Unbroken         | Lauréat    |

## Kids' Choice Awards Colombia
| Année | Catégorie                                  | Travail nommé | Résultat   | Référence |
| ----- | ------------------------------------------ | ------------- | ---------- | --------- |
| 2014  | Artiste ou groupe international de l'année | elle-même     | Nomination | [ 43 ]    |

## Kids' Choice Awards México
| Année | Catégorie                                  | Travail nommé | Résultat   | Référence |
| ----- | ------------------------------------------ | ------------- | ---------- | --------- |
| 2014  | Artiste ou groupe international de l'année | elle-même     | Nomination | [ 44 ]    |

## Nickelodeon Australian Kids' Choice Awards
| Année | Catégorie                         | Travail nommé | Résultat   | Référence |
| ----- | --------------------------------- | ------------- | ---------- | --------- |
| 2009  | Artiste internationale de l'année | elle-même     | Nomination | [ 45 ]    |

## O Music Awards
| Année | Catégorie                             | Travail nommé | Résultat   | Référence |
| ----- | ------------------------------------- | ------------- | ---------- | --------- |
| 2011  | Meilleurs fans                        | Lovatics      | Nomination | [ 46 ]    |
| 2011  | Meilleure artiste avec un cameraphone | elle-même     | Lauréat    | [ 46 ]    |

## People's Choice Awards
| Année | Catégorie                  | Travail nommé      | Résultat   | Référence |
| ----- | -------------------------- | ------------------ | ---------- | --------- |
| 2010  | Meilleur nouvel artiste    | elle-même          | Nomination | [ 47 ]    |
| 2011  | Meilleur guest star - TV   | Grey's Anatomy     | Lauréat    | [ 48 ]    |
| 2012  | Meilleur artiste pop       | elle-même          | Lauréat    | [ 49 ]    |
| 2013  | Meilleur juge              | The X Factor (USA) | Lauréat    | [ 50 ]    |
| 2013  | Meilleur artiste pop       | elle-même          | Nomination | [ 50 ]    |
| 2013  | Meilleurs fans             | Lovatics           | Nomination | [ 50 ]    |
| 2014  | Meilleur clip              | Heart Attack       | Nomination | [ 51 ]    |
| 2014  | Meilleure artiste féminine | elle-même          | Lauréat    | [ 51 ]    |
| 2014  | Meilleur artiste pop       | elle-même          | Nomination | [ 51 ]    |
| 2014  | Meilleurs fans             | Lovatics           | Lauréat    | [ 51 ]    |
| 2016  | Meilleure artiste féminine | elle-même          | Nomination | [ 52 ]    |
| 2016  | Meilleure artiste pop      | elle-même          | Nomination | [ 52 ]    |

## PopCrush Fan Choice Awards
| Année | Catégorie                  | Travail nommé               | Résultat   | Référence |
| ----- | -------------------------- | --------------------------- | ---------- | --------- |
| 2014  | Album de l'année           | Demi                        | Nomination | [ 53 ]    |
| 2014  | Chanson de l'année         | Heart Attack                | Nomination | [ 53 ]    |
| 2014  | Clip de l'année            | Made in The USA             | Nomination | [ 53 ]    |
| 2014  | Artiste de l'année         | elle-même                   | Nomination | [ 53 ]    |
| 2014  | Meilleur star media social | elle-même                   | Nomination | [ 53 ]    |
| 2014  | Meilleure couverture       | elle-même pour Cosmopolitan | Nomination | [ 53 ]    |

## Poptastic Award
| Année | Catégorie                             | Travail nommé    | Résultat   | Référence |
| ----- | ------------------------------------- | ---------------- | ---------- | --------- |
| 2010  | Artiste favorite                      | Here We Go Again | Lauréat    | [ 54 ]    |
| 2011  | Idole féminine avec le meilleur style | elle-même        | Nomination | [ 55 ]    |
| 2011  | Meilleure chanteuse                   | elle-même        | Nomination | [ 56 ]    |
| 2011  | Meilleure actrice                     | elle-même        | Nomination | [ 56 ]    |
| 2011  | Plus belle femme                      | elle-même        | Nomination | [ 56 ]    |
| 2012  | Meilleure chanteuse                   | elle-même        | Lauréat    | [ 56 ]    |
| 2012  | Poptastic Song                        | Skyscraper       | Lauréat    | [ 56 ]    |
| 2012  | Poptastic Music Video                 | Skyscraper       | Lauréat    | [ 56 ]    |
| 2012  | Poptastic Album                       | Unbroken         | Nomination | [ 56 ]    |
| 2012  | Plus belle femme                      | elle-même        | Lauréat    | [ 56 ]    |
| 2012  | Idole avec le meilleur style          | elle-même        | Lauréat    | [ 56 ]    |
| 2012  | Célébrité Twitter                     | elle-même        | Lauréat    | [ 56 ]    |

## Premios Irresistible Fanta Awards
| Année | Catégorie                                   | Travail nommé           | Résultat | Référence |
| ----- | ------------------------------------------- | ----------------------- | -------- | --------- |
| 2012  | El artista más Irresistible                 | elle-même               | Lauréat  | ,         |
| 2012  | Sería Irresistible ser amigo en Facebook de | elle-même               | Lauréat  | ,         |
| 2012  | La canción para ringtone más irresistible   | Give Your Heart A Break | Lauréat  | ,         |

## Radio Disney Music Awards
| Année | Catégorie                      | Travail nommé   | Résultat | Référence |
| ----- | ------------------------------ | --------------- | -------- | --------- |
| 2014  | Meilleure artiste féminine     | elle-même       | Lauréat  | [ 59 ]    |
| 2014  | Meilleure chanson pour voyager | Made in the USA | Lauréat  | [ 59 ]    |

## Sugarscape Twitter Awards
| Année | Catégorie                 | Travail nommé | Résultat   | Référence |
| ----- | ------------------------- | ------------- | ---------- | --------- |
| 2015  | Twitter le plus inspirant | elle-même     | Nomination | [ 60 ]    |

## Shorty Awards
| Year | Catégorie                                   | Travail nommé | Résultat   | Référence |
| ---- | ------------------------------------------- | ------------- | ---------- | --------- |
| 2012 | Meilleure chanteuse dans les médias sociaux | elle-même     | Lauréat    | [ 61 ]    |
| 2012 | Meilleure musique dans les médias sociaux   | elle-même     | Nomination | [ 61 ]    |
| 2012 | Meilleure actrice dans les médias sociaux   | elle-même     | Nomination | [ 61 ]    |
| 2012 | Meilleure célébrité dans les médias sociaux | elle-même     | Nomination | [ 61 ]    |
| 2013 | Meilleure musique dans les médias sociaux   | elle-même     | Lauréat    | [ 62 ]    |

## Shot Music Award
| Année | Catégorie                    | Travail nommé           | Résultat | Référence |
| ----- | ---------------------------- | ----------------------- | -------- | --------- |
| 2012  | Shot Legend                  | elle-même               | Lauréat  | [ 63 ]    |
| 2012  | Shot Star (avec Miley Cyrus) | elle-même               | Lauréat  | [ 63 ]    |
| 2012  | Shot Single                  | Give Your Heart a Break | Lauréat  | [ 63 ]    |
| 2012  | Shot Female Artist           | elle-même               | Lauréat  | [ 63 ]    |

## Teen Awards Brasil
| Année | Catégorie                | Travail nommé | Résultat   | Référence |
| ----- | ------------------------ | ------------- | ---------- | --------- |
| 2014  | Artiste de l'année       | elle-même     | Nomination | [ 64 ]    |
| 2014  | Chanteuse internationale | elle-même     | Nomination | [ 64 ]    |
| 2014  | Meilleurs fans           | Lovatics      | Nomination | [ 64 ]    |

## Teen Choice Awards
| Année | Catégorie                                      | Travail nommé                | Résultat   | Référence |
| ----- | ---------------------------------------------- | ---------------------------- | ---------- | --------- |
| 2009  | Meilleure nouvelle actrice dans une comédie    | Sonny                        | Lauréat    | [ 65 ]    |
| 2009  | Meilleure tournée (avec David Archuleta)       | Demi Lovato: Live in Concert | Lauréat    | [ 65 ]    |
| 2009  | Star du tapis rouge                            | elle-même                    | Nomination | [ 65 ]    |
| 2009  | Meilleure actrice féminine TV de l'été         | Princess Protection Program  | Nomination | [ 65 ]    |
| 2010  | Meilleure actrice dans une comédie             | Sonny                        | Nomination | [ 66 ]    |
| 2010  | Meilleure nouvelle artiste                     | elle-même                    | Nomination | [ 66 ]    |
| 2010  | Meilleur album pop                             | Here We Go Again             | Nomination | [ 66 ]    |
| 2010  | Meilleure chanson d'amour                      | Catch Me                     | Nomination | [ 66 ]    |
| 2010  | Meilleur duo (avec We the Kings)               | We'll Be a Dream             | Nomination | [ 66 ]    |
| 2011  | Meilleure actrice dans une comédie             | Sonny                        | Nomination | [ 67 ]    |
| 2011  | Meilleurs Tweets                               | elle-même                    | Nomination | [ 67 ]    |
| 2011  | Artiste féminine de l'été                      | elle-même                    | Nomination | [ 67 ]    |
| 2011  | Chanson de l'été                               | Skyscraper                   | Lauréat    | [ 67 ]    |
| 2011  | Acuvue Inspire Award                           | elle-même                    | Lauréat    | [ 67 ]    |
| 2012  | Meilleurs tweets                               | elle-même                    | Lauréat    | [ 68 ]    |
| 2012  | Artiste féminine de l'été                      | elle-même                    | Lauréat    | [ 69 ]    |
| 2012  | Meilleure chanson d'amour                      | Give Your Heart a Break      | Nomination | [ 69 ]    |
| 2012  | Chanson de l'été                               | Give Your Heart a Break      | Nomination | [ 69 ]    |
| 2013  | Meilleure Artiste féminine                     | elle-même                    | Lauréat    | [ 70 ]    |
| 2013  | La plus hot                                    | elle-même                    | Nomination | [ 70 ]    |
| 2013  | La plus stylée                                 | elle-même                    | Lauréat    | [ 70 ]    |
| 2013  | Plus beau sourire                              | elle-même                    | Nomination | [ 70 ]    |
| 2013  | Personnalité TV de l'année                     | The X Factor (USA)           | Lauréat    | [ 70 ]    |
| 2013  | Meilleur single d'une artiste féminine         | Heart Attack                 | Lauréat    | [ 70 ]    |
| 2014  | Artiste féminine de l'année                    | elle-même                    | Lauréat    | [ 71 ]    |
| 2014  | Plus beau sourire                              | elle-même                    | Nomination | [ 71 ]    |
| 2014  | Choice Twit                                    | elle-même                    | Nomination | [ 71 ]    |
| 2014  | Chanson de l'été (avec Cher Lloyd)             | Really Don't Care            | Lauréat    | [ 71 ]    |
| 2014  | Meilleure chanson de rupture (avec Cher Lloyd) | Really Don't Care            | Nomination | [ 71 ]    |
| 2014  | Meilleure chanson d'amour (avec The Vamps)     | Somebody to You              | Nomination | [ 71 ]    |
| 2014  | Meilleurs fans                                 | #Lovatics                    | Nomination | [ 71 ]    |
| 2015  | Artiste féminine de l'année                    | elle-même                    | Lauréat    | [ 72 ]    |
| 2015  | Artiste féminine de l'été                      | elle-même                    | Nomination | [ 73 ]    |
| 2015  | Chanson de l'été                               | Cool for the summer          | Nomination | [ 73 ]    |
| 2015  | Meilleur fans                                  | Lovatics                     | Nomination | [ 74 ]    |

## Teen Vogue Instawards
| Année | Catégorie        | Travail nommé | Résultar   | Référence |
| ----- | ---------------- | ------------- | ---------- | --------- |
| 2014  | Meilleure beauté | elle-même     | Nomination | [ 75 ]    |

## Unite4:Humanity Awards
| Année | Catégorie             | Travail nommé | Résultat | Référence |
| ----- | --------------------- | ------------- | -------- | --------- |
| 2014  | Young Luminary Awards | elle-même     | Lauréat  | [ 76 ]    |

## We Love Pop Awards
| Année | Catégorie                    | Travail nommé               | Résultat   | Référence |
| ----- | ---------------------------- | --------------------------- | ---------- | --------- |
| 2014  | Meilleur artiste solo        | elle-même                   | En attente | [ 77 ]    |
| 2014  | Meilleure voix pop           | elle-même                   | En attente | [ 77 ]    |
| 2014  | Meilleurs cheveux            | elle-même                   | En attente | [ 77 ]    |
| 2014  | Meilleurs fans               | Lovatics                    | En attente | [ 77 ]    |
| 2014  | Meilleure amitié la plus fun | Demi Lovato et Selena Gomez | En attente | [ 77 ]    |

## World Music Awards
| Année | Catégorie                            | Travail nommé | Résultat   | Référence |
| ----- | ------------------------------------ | ------------- | ---------- | --------- |
| 2014  | Meilleure chanson du monde           | Heart Attack  | Nomination | [ 78 ]    |
| 2014  | Meilleur album du monde              | Demi          | Nomination | [ 78 ]    |
| 2014  | Meilleur clip du monde               | Heart Attack  | Nomination | [ 79 ]    |
| 2014  | Meilleure artiste féminine du monde  | elle-même     | Nomination | [ 79 ]    |
| 2014  | Meilleur live du monde               | elle-même     | Nomination | [ 80 ]    |
| 2014  | Meilleur artiste de l'année du monde | elle-même     | Nomination | [ 80 ]    |

## YouTube Music Awards
| Année | Catégorie       | Travail nommé | Résultat   | Référence |
| ----- | --------------- | ------------- | ---------- | --------- |
| 2013  | Clip de l'année | Heart Attack  | Nomination | [ 81 ]    |

## Young Artist Awards
| Année | Catégorie                                                                         | Travail nommé               | Résultat   | Référence |
| ----- | --------------------------------------------------------------------------------- | --------------------------- | ---------- | --------- |
| 2009  | Meilleure performance dans un TV film d'une jeune actrice                         | Camp Rock                   | Nomination | [ 82 ]    |
| 2010  | Meilleure performance d'une jeune actrice dans un TV film, une minisérie ou autre | Princess Protection Program | Nomination | [ 83 ]    |

## Young Hollywood Awards
| Année | Catégorie                                    | Travail nommé     | Résultat   | Référence |
| ----- | -------------------------------------------- | ----------------- | ---------- | --------- |
| 2014  | Artiste la plus hot                          | elle-même         | Nomination | [ 84 ]    |
| 2014  | Chanson de l'été/DJ replay (avec Cher Lloyd) | Really Don't Care | Nomination | [ 84 ]    |

## Teen Icon Awards
| Année | Catégorie              | Travail nommé | Résultat   |
| ----- | ---------------------- | ------------- | ---------- |
| 2011  | Meilleure chanteuse    | elle-même     | Nomination |
| 2011  | Icone de l'année       | elle-même     | Lauréat    |
| 2011  | Meilleure chanson      | Skyscraper    | Lauréat    |
| 2012  | Chanteuse iconique     | elle-même     | Lauréat    |
| 2012  | Icone de l'année       | elle-même     | Lauréat    |
| 2012  | Morceau iconique       | Skyscraper    | Nomination |
| 2012  | Icone de Twitter       | elle-même     | Lauréat    |
| 2012  | Meilleure philanthrope | elle-même     | Lauréat    |
| 2012  | Célébrité de l'année   | elle-même     | Lauréat    |

## VH1
| Année | Catégorie        | Travail nommé | Résultat |
| ----- | ---------------- | ------------- | -------- |
| 2012  | Femme de l'année | elle-même     | Lauréat  |

## Youth Rocks Award
| Year | Catégorie                      | Travail nommé | Résultat | Référence |
| ---- | ------------------------------ | ------------- | -------- | --------- |
| 2011 | Rockin Music Video of the Year | Skyscraper    | Lauréat  | [ 85 ]    |

## Zenith Upcoming Artist Awards
| Année | Catégorie                 | Travail nommé | Résultat   |
| ----- | ------------------------- | ------------- | ---------- |
| 2010  | Révélation de l'année     | elle-même     | Lauréat    |
| 2010  | Révélation pop de l'année | elle-même     | Nomination |

## Classement
| Année | Classement                                            | Rang       |
| ----- | ----------------------------------------------------- | ---------- |
| 2010  | Billboard's Hottest Music Stars Under 21              | 8ème       |
| 2011  | Billboard's Hottest Music Stars Under 21              | 7ème       |
| 2011  | Billboard's Social 50 Artists of the Year             | 37ème      |
| 2011  | FHM 100 Hottest Women                                 | 54ème      |
| 2012  | Billboard's Hottest Music Stars Under 21              | 3ème       |
| 2012  | Billboard's Social 50 Artists of the Year             | 30ème      |
| 2012  | Billboard's Hot 100 Artists of the Year               | 41ème      |
| 2012  | Complex The 25 Hottest Women Under 21                 | 2ème       |
| 2012  | MTV's Best Fans Of The Year                           | 1ère       |
| 2012  | VH1's 100 Greatest Women In Music                     | 99ème      |
| 2013  | Complex Hot 100                                       | 64ème      |
| 2013  | Maxim Hot 100                                         | 26ème      |
| 2013  | Billboard's Top Artists of the Year                   | 39ème      |
| 2013  | Billboard's Hot 100 Artists of the Year               | 55ème      |
| 2013  | Men's Health100 Hottest Women                         | 78ème      |
| 2013  | Billboard's Social 50 Artists of the Year             | 14ème      |
| 2013  | MTV's Hottest Summer Superstar                        | 4ème       |
| 2014  | Seventeen Most Powerful Girls 21 & Under in Hollywood | 2e         |
| 2014  | Maxim Hot 100                                         | 42e        |
| 2014  | MTV's Hottest Summer Superstar                        | 10e        |
| 2014  | Latina 30 Hottest Latina Under 30                     | 6e         |
| 2014  | CapitalFm The SEXIEST Female Singers                  | 4e         |
| 2014  | MTV Homecoming Queen                                  | 1re        |
| 2014  | MTV's Star                                            | En attente |
| 2014  | Billboard's Top Artists of the Year                   | 34e        |
| 2014  | Billboard's Hot 100 Artists of the Year               | 42e        |
| 2014  | Billboard's Social 50 Artists of the Year             | 10e        |
| 2014  | Billboard's Dance Club Artists                        | 4e         |